# Casa al carrer Sant Pere, 1 (Tàrrega)
Casa al carrer Sant Pere, 1 és una obra al Talladell, al municipi de Tàrrega (Urgell) protegida com a Bé Cultural d'Interès Local.

## Descripció
Edifici entre mitgeres de planta rectangular, planta baixa, dos pisos i golfes. La porta d'accés a l'immoble està situada en un dels extrems de la façana, d'arc a nivell amb un emmarcament de pedra. A sobre hi ha, disposades de manera simètrica, tres obertures amb emmarcament -una a cadascun dels pisos: aquelles del primer i segon pis presenten persianes de llibret, són d'estructura rectangular i s'obren a balcons independents amb baranes molt senzilles, sense cap mena d'ornamentació; al nivell de les golfes s'ubica la tercera finestra, també amb una persiana a l'anglesa i de petites dimensions. La resta d'obertures, emmarcades en pedra, són de petites dimensions i es distribueixen de manera irregular al llarg de tota la façana principal; algunes d'elles presenten un ampit.
Destaquen, a la planta baixa de la façana principal, les restes d'un arc de mig punt amb dovelles irregulars, amb una petita finestra tot tocant la contraclau. Corona la façana un ràfec de dues filades.
El parament de l'immoble és fet a base de carreus irregulars sense escairar.